# 塞尼奧河

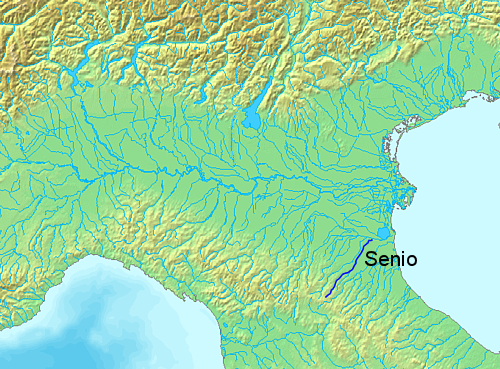

塞尼奧河是意大利的河流，屬於雷諾河的右支流，河道全長92公里，流域面積約450平方公里，平均流量每秒10立方米，河口處在阿方西內東北部。

## 外部連結
- . （原始内容存档于2012-07-28）.

44°33′N 12°06′E / 44.550°N 12.100°E